# Roman Rasskazov
Roman Vladimirovič Rasskazov (in russo Роман Владимирович Рассказов?; Kovylkino, 28 aprile 1979) è un ex marciatore russo, campione mondiale della 20 km a Edmonton 2001.

## Palmarès
| Anno | Manifestazione    | Sede        | Evento          | Risultato | Prestazione | Note                                     |
| ---- | ----------------- | ----------- | --------------- | --------- | ----------- | ---------------------------------------- |
| 1998 | Mondiali juniores | Annecy      | Marcia 10 000 m | Oro       | 41'55"95    |                                          |
| 1999 | Mondiali          | Siviglia    | Marcia 20 km    | dnf       | dnf         |                                          |
| 2000 | Giochi olimpici   | Sydney      | Marcia 20 km    | 6º        | 1h20'57"    |                                          |
| 2001 | Mondiali          | Edmonton    | Marcia 20 km    | Oro       | 1h20'31"    |                                          |
| 2003 | Mondiali          | Saint-Denis | Marcia 20 km    | Bronzo    | 1h18'07"    | Miglior prestazione personale stagionale |